# Tomita Kenji
Kenji Tomita (sinh ngày 1 tháng 7 năm 1967) là một cầu thủ bóng đá người Nhật Bản.

## Sự nghiệp câu lạc bộ
Kenji Tomita đã từng chơi cho All Nippon Airways và Sanfrecce Hiroshima.